# Reprezentacja Włoch w piłce siatkowej kobiet

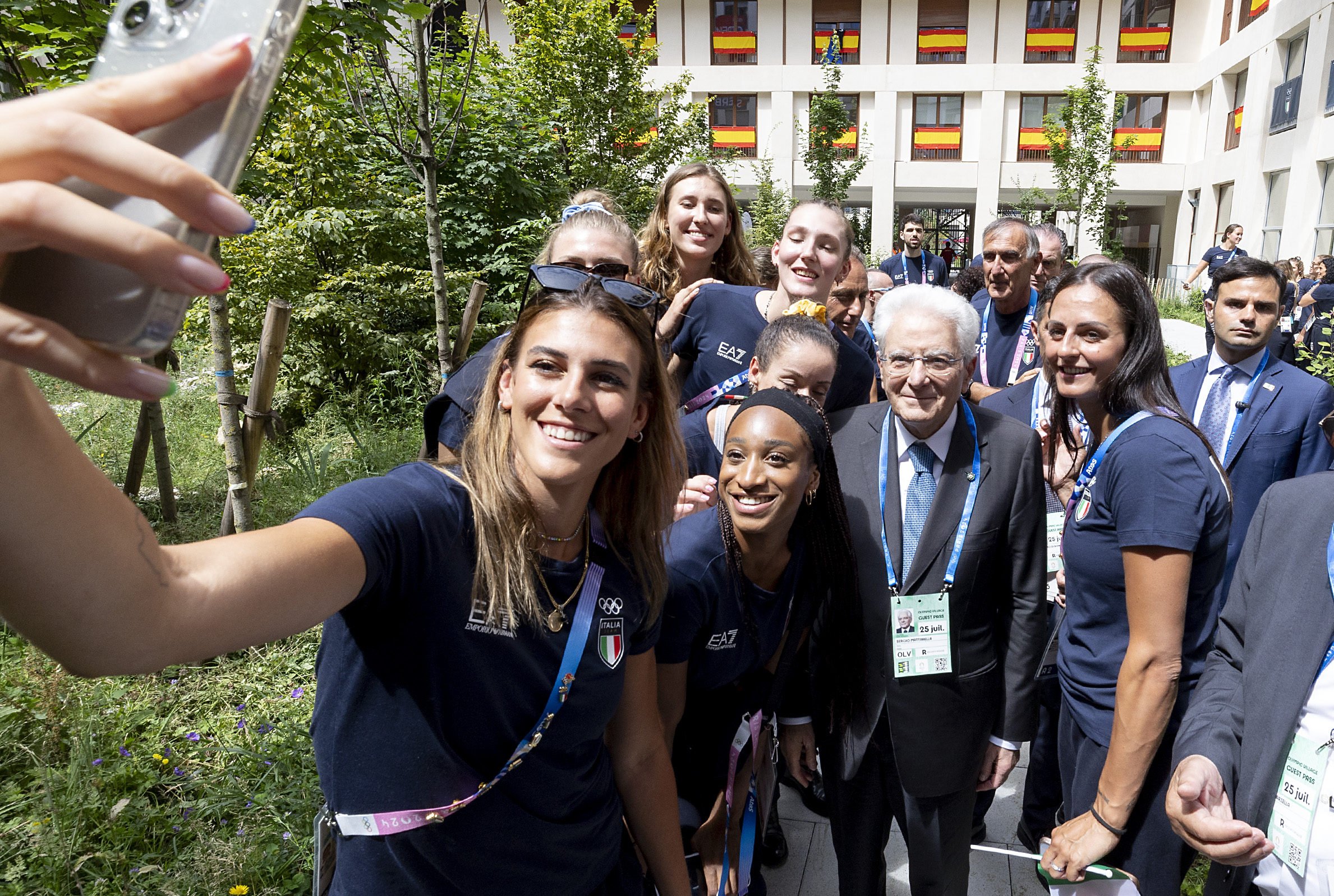
Reprezentantki Włoch z prezydentem Włoch Sergio Mattarellą w wiosce olimpijskiej w Paryżu

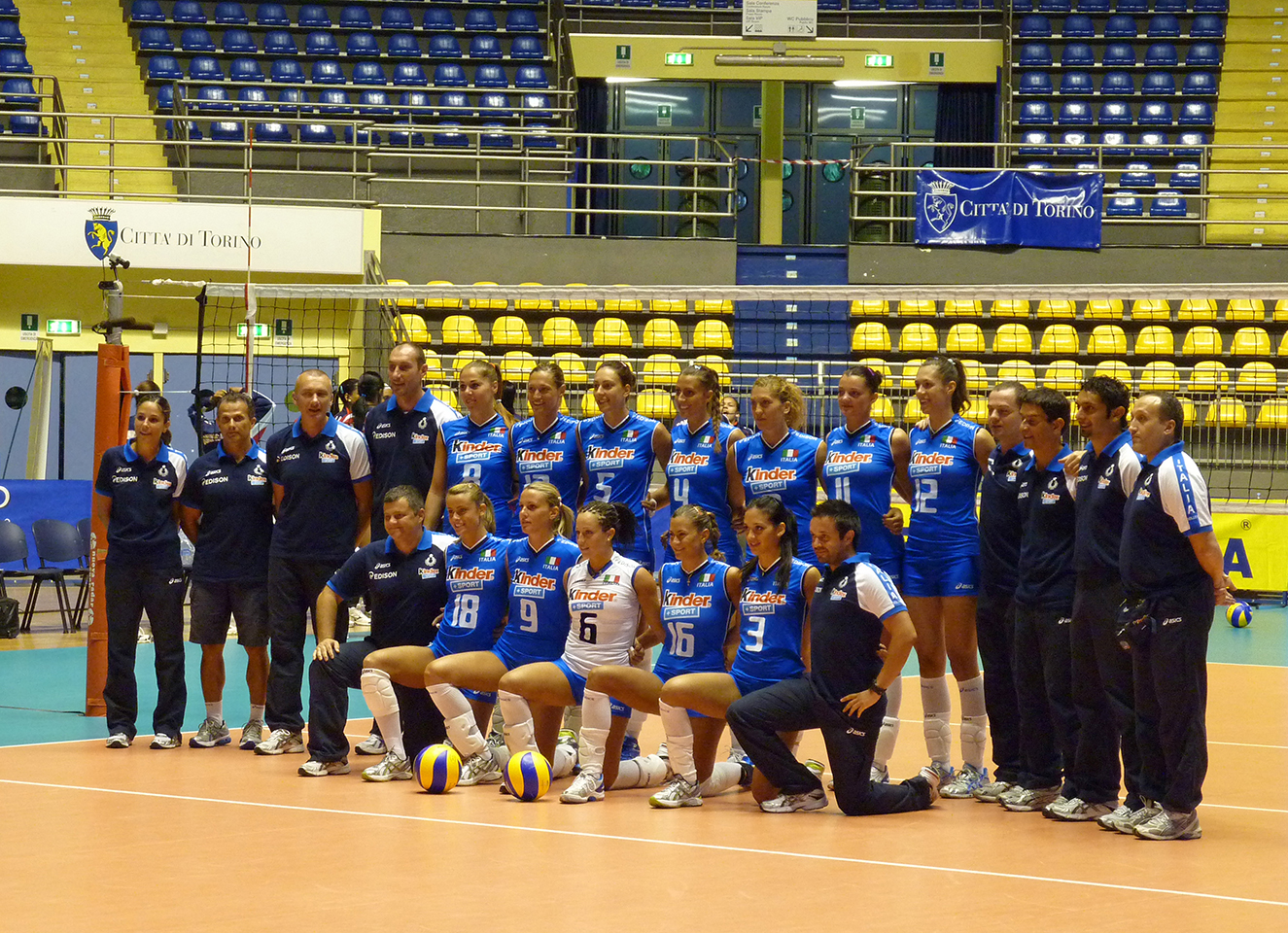
Reprezentacja Włoch na Piemonte Woman Cup 2010

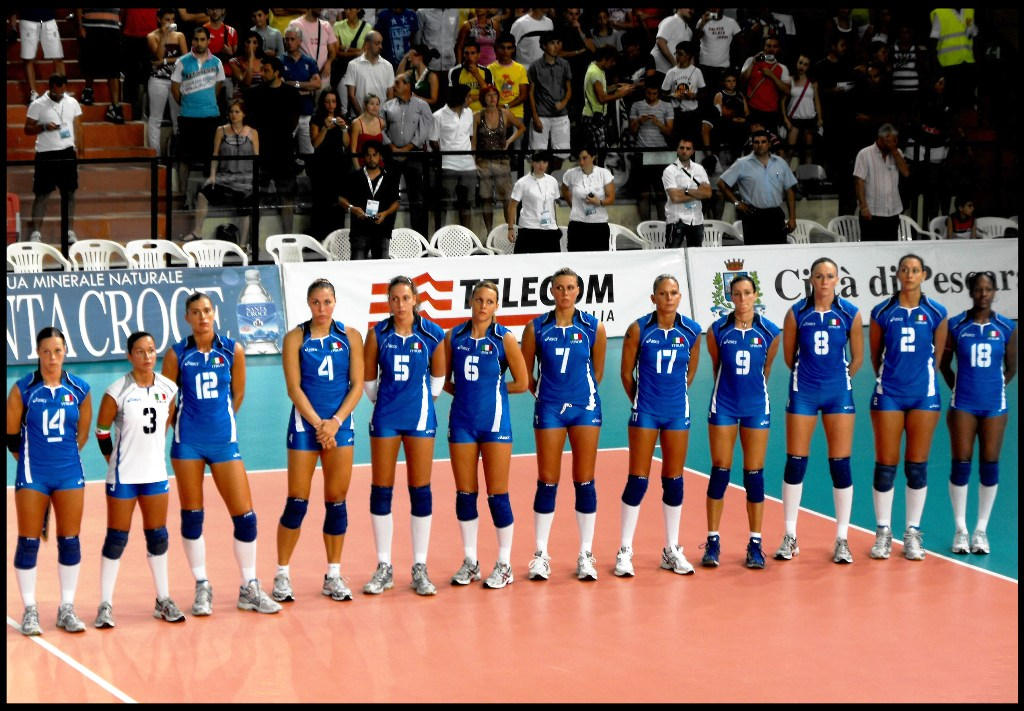
Reprezentacja Włoch na Igrzyskach Śródziemnomorskich 2009

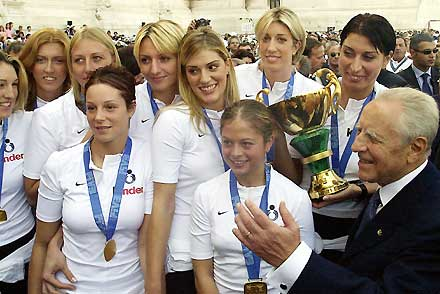
Reprezentantki Włoch Mistrzyniami Świata w 2002 roku

Reprezentacja Włoch w piłce siatkowej kobiet to narodowa reprezentacja tego kraju, reprezentująca go na arenie międzynarodowej.

## Skład reprezentacji Włoch na turniej finałowyLigi Narodów 2025[1]
Zawodniczki:
- 1. Anna Gray
- 2. Alice Degradi
- 3. Carlotta Cambi
- 6. Monica De Gennaro
- 7. Eleonora Fersino
- 8. Alessia Orro
- 11. Anna Danesi
- 14. Linda Nwakalor
- 16. Stella Nervini
- 17. Myriam Sylla
- 18. Paola Egonu
- 19. Sarah Fahr
- 22. Gaia Giovannini
- 24. Ekaterina Antropova

## Trenerzy
| Lata      | Imię i nazwisko   |
| --------- | ----------------- |
| 1997–1998 | Julio Velasco     |
| 1998–2000 | Angelo Frigoni    |
| 2001–2006 | Marco Bonitta     |
| 2006–2012 | Massimo Barbolini |
| 2013      | Marco Mencarelli  |
| 2014–2016 | Marco Bonitta     |
| 2017–2023 | Davide Mazzanti   |
| 2024–     | Julio Velasco     |

## Osiągnięcia
Igrzyska Śródziemnomorskie:
- 1. miejsce – 1979, 1983, 1991, 1997, 2001, 2009, 2013
- 2. miejsce – 1975
- 3. miejsce – 2005

Mistrzostwa Europy:
- 1. miejsce – 2007, 2009, 2021
- 2. miejsce – 2001, 2005
- 3. miejsce – 1989, 1999, 2019

Volley Masters Montreux:
- 1. miejsce – 2004, 2018
- 2. miejsce – 2002, 2009
- 3. miejsce – 1999, 2005, 2019

Mistrzostwa Świata:
- 1. miejsce – 2002
- 2. miejsce – 2018
- 3. miejsce – 2022

World Grand Prix:
- 2. miejsce – 2004, 2005, 2017
- 3. miejsce – 2006, 2007, 2008, 2010

Puchar Świata:
- 1. miejsce – 2007, 2011

Puchar Wielkich Mistrzyń:
- 1. miejsce – 2009

Liga Narodów:
- 1. miejsce – 2022[3], 2024[4], 2025[5]

Igrzyska Olimpijskie:
- 1. miejsce – 2024[6]

## Udział i miejsca w imprezach

### Igrzyska Olimpijskie
| Rok  | Kraj           | Miejsce      |
| ---- | -------------- | ------------ |
| 1964 | Tokio          | brak udziału |
| 1968 | Meksyk         | brak udziału |
| 1972 | Monachium      | brak udziału |
| 1976 | Montreal       | brak udziału |
| 1980 | Moskwa         | brak udziału |
| 1984 | Los Angeles    | brak udziału |
| 1988 | Seul           | brak udziału |
| 1992 | Barcelona      | brak udziału |
| 1996 | Atlanta        | brak udziału |
| 2000 | Sydney         | 9. miejsce   |
| 2004 | Ateny          | 5. miejsce   |
| 2008 | Pekin          | 5. miejsce   |
| 2012 | Londyn         | 7. miejsce   |
| 2016 | Rio de Janeiro | 9. miejsce   |
| 2020 | Tokio          | 5–8. miejsce |
| 2024 | Paryż          | 1. miejsce   |
| 2028 | Los Angeles    |              |

### Mistrzostwa Świata
| Rok  | Kraj             | Miejsce      |
| ---- | ---------------- | ------------ |
| 1952 | ZSRR             | brak udziału |
| 1956 | Francja          | brak udziału |
| 1960 | Brazylia         | brak udziału |
| 1962 | ZSRR             | brak udziału |
| 1967 | Japonia          | brak udziału |
| 1970 | Bułgaria         | brak udziału |
| 1974 | Meksyk           | brak udziału |
| 1978 | ZSRR             | 20. miejsce  |
| 1982 | Peru             | 15. miejsce  |
| 1986 | Czechosłowacja   | 9. miejsce   |
| 1990 | Chiny            | 10. miejsce  |
| 1994 | Brazylia         | 14. miejsce  |
| 1998 | Japonia          | 5. miejsce   |
| 2002 | Niemcy           | 1. miejsce   |
| 2006 | Japonia          | 4. miejsce   |
| 2010 | Japonia          | 5. miejsce   |
| 2014 | Włochy           | 4. miejsce   |
| 2018 | Japonia          | 2. miejsce   |
| 2022 | Holandia/ Polska | 3. miejsce   |
| 2025 | Tajlandia        |              |

### Mistrzostwa Europy
| Rok  | Kraj                                 | Miejsce      |
| ---- | ------------------------------------ | ------------ |
| 1949 | Czechosłowacja                       | brak udziału |
| 1950 | Bułgaria                             | brak udziału |
| 1951 | Francja                              | 6. miejsce   |
| 1955 | Rumunia                              | brak udziału |
| 1958 | Czechosłowacja                       | brak udziału |
| 1963 | Rumunia                              | brak udziału |
| 1967 | Turcja                               | 10. miejsce  |
| 1971 | Włochy                               | 8. miejsce   |
| 1975 | Jugosławia                           | 9. miejsce   |
| 1977 | Finlandia                            | 11. miejsce  |
| 1979 | Francja                              | brak udziału |
| 1981 | Bułgaria                             | 8. miejsce   |
| 1983 | NRD                                  | 7. miejsce   |
| 1985 | Holandia                             | 5. miejsce   |
| 1987 | Belgia                               | 6. miejsce   |
| 1989 | Niemcy                               | 3. miejsce   |
| 1991 | Włochy                               | 4. miejsce   |
| 1993 | Czechy                               | 4. miejsce   |
| 1995 | Holandia                             | 6. miejsce   |
| 1997 | Czechy                               | 5. miejsce   |
| 1999 | Włochy                               | 3. miejsce   |
| 2001 | Bułgaria                             | 2. miejsce   |
| 2003 | Turcja                               | 6. miejsce   |
| 2005 | Chorwacja                            | 2. miejsce   |
| 2007 | Belgia/ Luksemburg                   | 1. miejsce   |
| 2009 | Polska                               | 1. miejsce   |
| 2011 | Serbia/ Włochy                       | 4. miejsce   |
| 2013 | Niemcy/ Szwajcaria                   | 6. miejsce   |
| 2015 | Holandia/ Belgia                     | 7. miejsce   |
| 2017 | Gruzja/ Azerbejdżan                  | 5. miejsce   |
| 2019 | Polska/ Słowacja/ Turcja/ Węgry      | 3. miejsce   |
| 2021 | Serbia/ Chorwacja/ Bułgaria/ Rumunia | 1. miejsce   |
| 2023 | Włochy/ Niemcy/ Belgia/ Estonia      | 4. miejsce   |

### Grand Prix
| Rok  | Miasto          | Miejsce      |
| ---- | --------------- | ------------ |
| 1993 | Hongkong        | brak udziału |
| 1994 | Szanghaj        | 8. miejsce   |
| 1995 | Szanghaj        | brak udziału |
| 1996 | Szanghaj        | brak udziału |
| 1997 | Kobe            | 6. miejsce   |
| 1998 | Hongkong        | 5. miejsce   |
| 1999 | Yuxi            | 4. miejsce   |
| 2000 | Manila          | 7. miejsce   |
| 2001 | Makau           | brak udziału |
| 2002 | Hongkong        | brak udziału |
| 2003 | Andria          | 5. miejsce   |
| 2004 | Reggio Calabria | 2. miejsce   |
| 2005 | Sendai          | 2. miejsce   |
| 2006 | Reggio Calabria | 3. miejsce   |
| 2007 | Ningbo          | 3. miejsce   |
| 2008 | Yokohama        | 3. miejsce   |
| 2009 | Tokio           | brak udziału |
| 2010 | Ningbo          | 3. miejsce   |
| 2011 | Makau           | 7. miejsce   |
| 2012 | Ningbo          | 10. miejsce  |
| 2013 | Sapporo         | 5. miejsce   |
| 2014 | Tokio           | 10. miejsce  |
| 2015 | Omaha           | 5. miejsce   |
| 2016 | Bangkok         | 8. miejsce   |
| 2017 | Nankin          | 2. miejsce   |

### Liga Narodów
| Rok  | Miasto    | Miejsce     |
| ---- | --------- | ----------- |
| 2018 | Nankin    | 7. miejsce  |
| 2019 | Nankin    | 5. miejsce  |
| 2021 | Rimini    | 12. miejsce |
| 2022 | Ankara    | 1. miejsce  |
| 2023 | Arlington | 6. miejsce  |
| 2024 | Bangkok   | 1. miejsce  |
| 2025 | Łódź      | 1. miejsce  |

### Puchar Świata
| Rok  | Kraj    | Miejsce      |
| ---- | ------- | ------------ |
| 1973 | Urugwaj | brak udziału |
| 1977 | Japonia | brak udziału |
| 1981 | Japonia | brak udziału |
| 1985 | Japonia | brak udziału |
| 1989 | Japonia | brak udziału |
| 1991 | Japonia | brak udziału |
| 1995 | Japonia | brak udziału |
| 1999 | Japonia | 7. miejsce   |
| 2003 | Japonia | 4. miejsce   |
| 2007 | Japonia | 1. miejsce   |
| 2011 | Japonia | 1. miejsce   |
| 2015 | Japonia | brak udziału |
| 2019 | Japonia | brak udziału |

### Puchar Wielkich Mistrzyń
| Rok  | Kraj    | Miejsce      |
| ---- | ------- | ------------ |
| 1993 | Japonia | brak udziału |
| 1997 | Japonia | brak udziału |
| 2001 | Japonia | brak udziału |
| 2005 | Japonia | brak udziału |
| 2009 | Japonia | 1. miejsce   |
| 2013 | Japonia | brak udziału |
| 2017 | Japonia | brak udziału |

### Igrzyska śródziemnomorskie
| Rok  | Miasto/Miasta          | Miejsce    |
| ---- | ---------------------- | ---------- |
| 1951 | Aleksandria            | ?          |
| 1955 | Barcelona              | ?          |
| 1959 | Bejrut                 | ?          |
| 1963 | Neapol                 | ?          |
| 1967 | Tunis                  | ?          |
| 1971 | Izmir                  | ?          |
| 1975 | Algier                 | 2. miejsce |
| 1979 | Split                  | 1. miejsce |
| 1983 | Casablanca             | 1. miejsce |
| 1987 | Latakia                | ?          |
| 1991 | Ateny                  | 1. miejsce |
| 1993 | Langwedocja-Roussillon | ?          |
| 1997 | Bari                   | 1. miejsce |
| 2001 | Tunis                  | 1. miejsce |
| 2005 | Almería                | 3. miejsce |
| 2009 | Pescara                | 1. miejsce |
| 2013 | Mersin                 | 1. miejsce |
| 2018 | Tarragona              | 5. miejsce |
| 2022 | Oran                   | 1. miejsce |
| 2026 | Tarent                 |            |

### Volley Masters Montreux
| Rok  | Miasto   | Miejsce      |
| ---- | -------- | ------------ |
| 1988 | Montreux | ?            |
| 1989 | Montreux | ?            |
| 1990 | Montreux | ?            |
| 1991 | Montreux | brak udziału |
| 1992 | Montreux | brak udziału |
| 1993 | Montreux | brak udziału |
| 1994 | Montreux | brak udziału |
| 1995 | Montreux | 7. miejsce   |
| 1996 | Montreux | brak udziału |
| 1998 | Montreux | 7. miejsce   |
| 1999 | Montreux | 3. miejsce   |
| 2000 | Montreux | 4. miejsce   |
| 2001 | Montreux | 6. miejsce   |
| 2002 | Montreux | 2. miejsce   |
| 2003 | Montreux | 5. miejsce   |
| 2004 | Montreux | 1. miejsce   |
| 2005 | Montreux | 3. miejsce   |
| 2006 | Montreux | 4. miejsce   |
| 2007 | Montreux | brak udziału |
| 2008 | Montreux | 3. miejsce   |
| 2009 | Montreux | 2. miejsce   |
| 2010 | Montreux | brak udziału |
| 2011 | Montreux | 7. miejsce   |
| 2013 | Montreux | 4. miejsce   |
| 2014 | Montreux | brak udziału |
| 2015 | Montreux | 5. miejsce   |
| 2016 | Montreux | brak udziału |
| 2017 | Montreux | brak udziału |
| 2018 | Montreux | 1. miejsce   |
| 2019 | Montreux | 3. miejsce   |